# Sherlock Holmes (bibliothèque verte)
Pour les articles homonymes, voir Sherlock Holmes (homonymie).

Sherlock Holmes est une série de romans policiers pour la jeunesse écrits par Allen Sharp et publiée  dans la collection « Bibliothèque verte » chez Hachette Jeunesse.

## Synopsis
Voici l'accroche de l'auteur : « Quelques affaires, auxquelles Sherlock Holmes — le plus grand détective du monde — s'est trouvé confronté, n'ont jamais été rendues publiques. Le docteur Watson compulse ses carnets, retrouve croquis et coupures de presse, et A. Sharp nous conte ces aventures, à la manière de Conan Doyle. »

## Tomes
- Les Sabots du diable 1990 (The case of the devil's hoofmarks)
- L'Affaire Mo Hort 1990 (The case of the baffled policeman)
- L'Héritière terrorisée 1990 (The case of the frightened heiress).
- Les Nobles Conspiratrices 1990
- Poussière mortelle 1990 (The case of the buchanan curse).

Les romans sont traduits de l'anglais par Jackie Landreaux-Valabrègue. Les couvertures sont illustrées par Louis Constantin.